# Tronco linfatico lombare

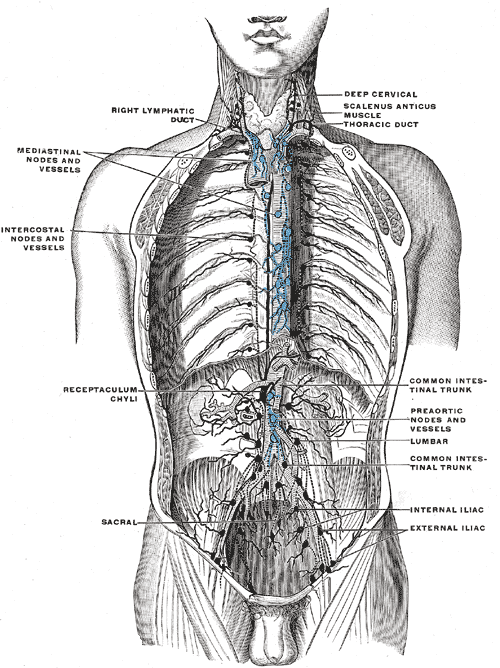
Tronchi linfatici lombari che confluiscono nella cisterna del chilo.

I tronchi linfatici lombari sono formati dalla convergenza dei vasi efferenti provenienti dai linfonodi aortici laterali (gruppo dei linfonodi lomboaortici). Ricevono la linfa dei territori irrorati dai vasi splancnici pari dell'aorta; in altre parole, drenano le regioni;
- sotto-ombelicali (pareti e visceri pelvici, reni, ghiandole surrenali);
- parete pelvica e perineale,
- buona parte della parete addominale;
- arti inferiori. [1]

Infine, essi si svuotano a livello della cisterna del chilo (del Pequet), una dilatazione presente all'inizio del dotto linfatico toracico. 